# Juan de Noort

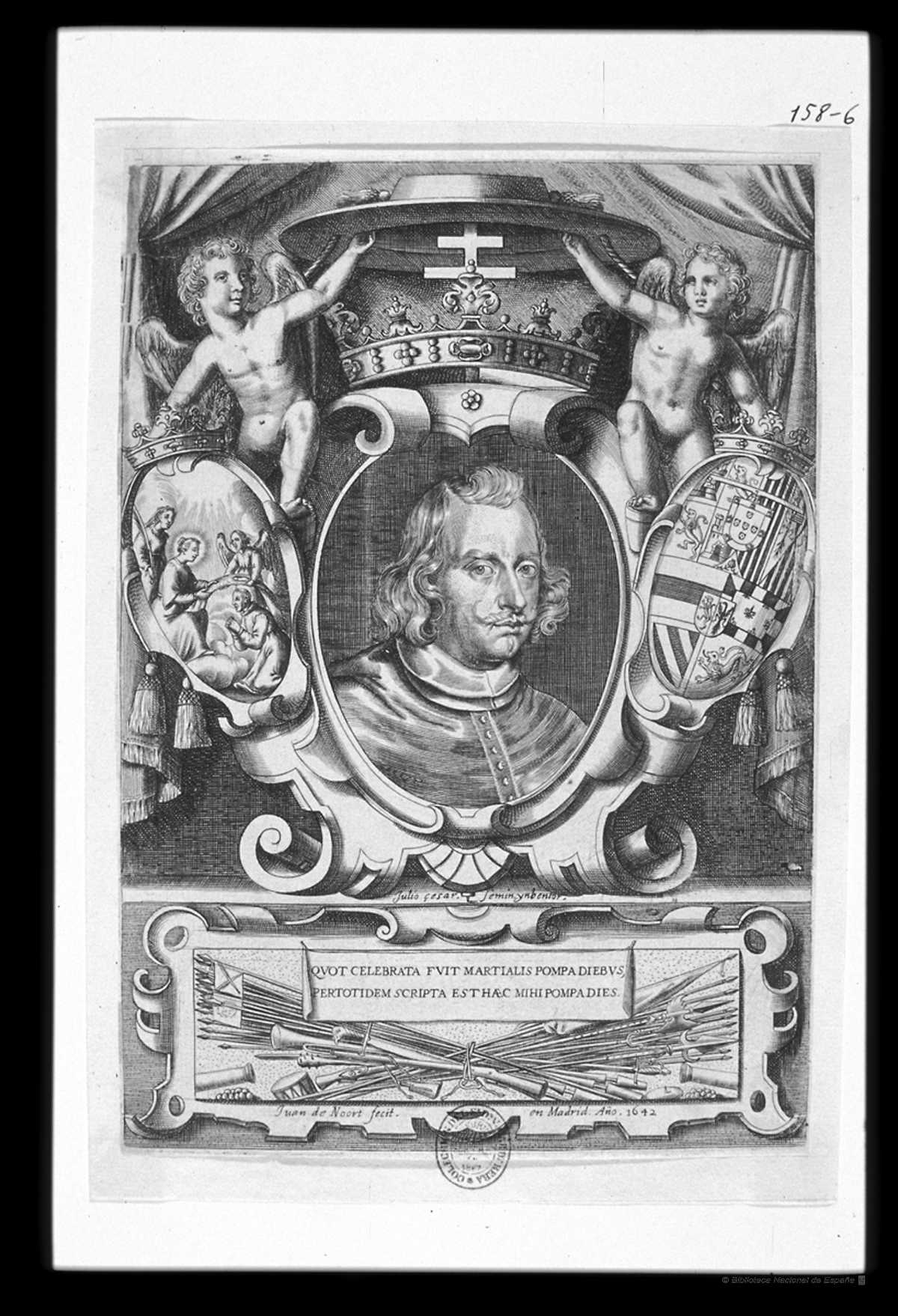
Retrato del cardenal infante Fernando de Austria, grabado de Juan de Noort sobre un dibujo de Julio César Semín para la obra de José González de Varela, Pyra religiosa, mausoleo sacro, pompas fúnebres... a las cenizas del Smo. Sr. Cardenal Infante D. Fernando de Austria, en Madrid, por Diego Díaz de la Carrera, 1642.

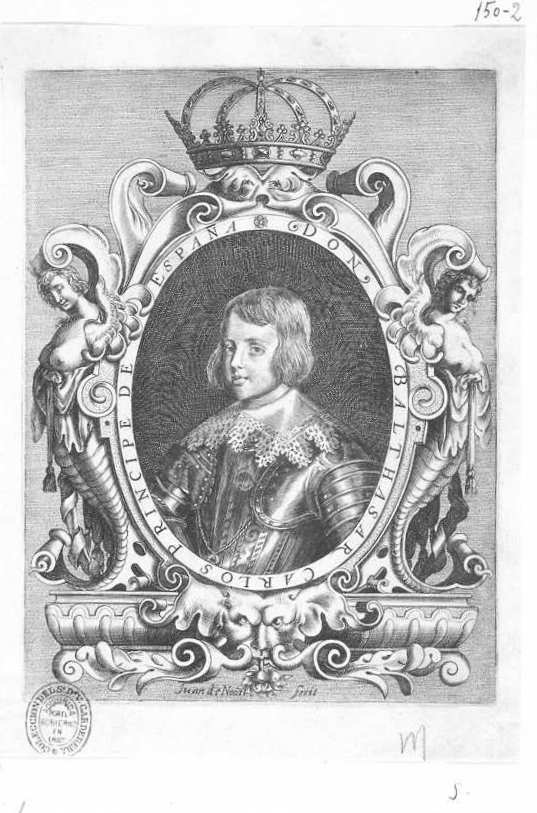
Retrato de Baltasar Carlos de Austria, grabado a buril, 174 x 130 mm. Incorporado a la obra de Cristóbal de Benavente y Benavides, Advertencias para Reyes, Príncipes y Embaxadores, en Madrid, por Francisco Martínez, 1643. Biblioteca Nacional de España.

Juan de Noort (1587-1652) fue un grabador calcográfico de origen flamenco, natural de Amberes y establecido en Madrid donde falleció el 13 de junio de 1652. 
Artista fecundo, desde su establecimiento en la corte hacia 1628 proporcionó a los principales impresores madrileños numerosas portadas grabadas al aguafuerte y buril, además de retratos, enseñas heráldicas y estampas sueltas «con más delicadeza de buril que buenas formas de dibujo» según Juan Agustín Ceán Bermúdez.
A pesar de la apreciación de Ceán, Noort parece ser el responsable de la mayor parte de los dibujos de las obras por él grabadas, y como dibujante firmó la primera de sus obras conocida, la portada grabada por Juan de Courbes del Quadragesimal sobre los Evangelios del padre fray Francisco de Rojas, impreso por Juan de la Cuesta en Madrid, 1628. 
Entre las obras de Noort pueden destacarse los retratos, en los que se han advertido influencias velazqueñas, como el del príncipe Baltasar Carlos publicado con el tratado de Cristóbal de Benavente y Benavides, Advertencias para reyes, príncipes y embaxadores, Madrid, Francisco Martínez, 1643, el del cardenal infante Fernando de Austria sobre dibujo de Julio César Semín publicado al frente de la obra de José González Varela, Pyra religiosa (...) a las cenizas del Smo. Cardenal Infante D. Fernando de Austria, en Madrid por Diego Díaz de la Carrera, 1642, con el grabado en páginas interiores del túmulo alzado en la nave de la catedral de Toledo por dibujo de Lorenzo Fernández de Salazar, o los retratos del conde-duque de Olivares y de Felipe IV con las alegorías de la Religión y la Fe, editados en las páginas preliminares de El privado Christiano de José Laínez, Madrid, Imprenta del Reino, 1641. 
Noort grabó también retratos de algunos de los autores de sus obras, entre ellos el de Francisco de Quevedo, al frente de su Epicteto y Phocilides en español con consonantes, en Madrid, por María de Quiñones, 1535. Con José Antonio González de Salas, editor de las obras de Quevedo, colaboró en la edición de El Parnasso español, monte en dos cumbres dividido, con las nueve musas castellanas, donde se contienen poesías de don Francisco de Quevedo Villegas (en Madrid, Diego Díaz de la Carrera, 1648), encargándose de la portada, sobre invención del propio González de Salas, y junto con Herman Panneels de las estampas dedicadas a las musas sobre dibujos de Alonso Cano.
De la larga serie de portadas grabadas por Noort pueden recordarse: Oraciones panegíricas del mercedario fray Francisco Enríquez, en Madrid, en la imprenta del Reino, 1634, a costa de Pedro Coello; Tortosa ciudad fidelíssima y exemplar, por Vicente de Miravall, en Madrid, en la Imprenta del Reino, 1641; Annales tractatus de Diego de Narbona, por Diego Díaz, 1642, sobre dibujo de Juan Bautista Maíno; El Fenis de la Grecia. S. Basilio el Grande de fray Diego Niseno, en Madrid, por Diego Díaz de la Carrera, 1643; Arte de ballestería y montería de Alonso Martínez de Espinar, en Madrid, Imprenta Real, 1644, con los retratos del príncipe Baltasar Carlos y del autor en los preliminares además de la portada alegórica con las imágenes de Diana y Adonis, y podrían ser suyas, aunque no todas van firmadas, las restantes ilustraciones venatorias. Para las obras de José Micheli Márquez, que en parte quedaron sin publicar, grabó el retrato del autor y, entre otros retratos regios, uno de cuerpo entero de Felipe el Hermoso con armadura, obras de menor calidad condicionadas por la escasa calidad de los dibujos previos.
También llevan su firma las portadas de la Historia de Aethiopia, de Alonso de Sandoval, S. J., en Madrid, por Alonso de Paredes, 1646; Avisos espirituales de santa Theresa de Iesus comentados por el P. Alonso de Andrade de la Comp.ª de Jesús, en Madrid, por Gregorio Rodríguez, año de 1647; portada y retrato del autor de El perfecto artillero: theorica y práctica, de Julio César Firrufino, en Madrid, por Juan Martín de Barrio, 1648; Nápoles recuperada, poema heroico, de Francisco de Borja, príncipe de Esquilache, en Zaragoza, en el Hospital Real y General, 1651, e Historia del convento de san Agustín de Salamanca compuesta por el P.M.F. Thomas de Herrera, en Madrid, por Gregorio Ramírez, 1652.
Entre las estampas sueltas se recuerdan los grabados de reproducción de obras artísticas que abrió para Cornelio de Beer: las cuatro estampas de las cuatro estaciones, por dibujos de Jacopo Bassano y la Coronación de la Virgen y santos, sobre una composición de Francesco Vanni. Para el mismo impresor grabó estampas de devoción, como la de Jesús en gloria rodeado de santos, con la inscripción «Speculum sacerdotis», o las consagradas a los  santos Juan Evangelista, Apolonia, Lucía y Antonio de Padua.
Una de sus estampas sueltas, la de san Basilio Magno (1633) encargada por el abad de los basilios en Madrid, con el fundador vistiendo cogulla e iluminado por la Santísima Trinidad, los herejes a sus pies y «los demás Fundadores de las Religiones regulares y militares» de rodillas ante él, para significar de ese modo la primacía de san Basilio como primer fundador de una orden monástica, fue denunciada por los benedictinos ante el Consejo de la Suprema del tribunal inquisitorial y prohibida por sembrar discordias entre órdenes, siendo incorporada al Índice de libros prohibidos y expurgados.